# 大阪市立瓜破西小学校
大阪市立瓜破西小学校（おおさかしりつ うりわりにし しょうがっこう）は、大阪府大阪市平野区にある公立小学校。
平野区の南西部に位置し、敷地の西半分は東住吉区にかかっている。
地域の宅地化によって児童数が増加したことに伴い、1972年に大阪市立瓜破北小学校の分校として現在地に開設され、その後1974年に独立開校した。

## 沿革
- 1971年11月 - 大阪市立瓜破北小学校分校建設工事が始まる。
- 1972年4月 - 大阪市立瓜破北小学校分校として、現在地に開設。
- 1973年10月 - 校区が決定。
- 1974年4月1日 - 大阪市立瓜破西小学校として独立開校。1年生から4年生までの児童を収容。
- 1992年5月 - 文部省から、「社会の変化に対応した新しい学校運営に関する調査研究協力校」の指定を受ける。

## 通学区域
- 大阪市平野区 瓜破西2-3丁目、瓜破1丁目10番、瓜破4丁目2番、瓜破6丁目1-5番。

卒業生は基本的に大阪市立瓜破西中学校に進学する。

## 交通
- 大阪シティバス 喜連西池バス停、瓜破西バス停、住道矢田バス停。
- 地下鉄谷町線 喜連瓜破駅 南西へ約1.2km。
- 近鉄南大阪線 矢田駅 東へ約1.4km。